# Ruisseau de Saint-Polycarpe
Le Ruisseau de Saint-Polycarpe est une  rivière du sud de la France qui coule dans le département de l'Aude en région Occitanie, et un affluent droit de l'Aude.

## Géographie
Le Ruisseau de Saint-Polycarpe est une rivière qui prend sa source sur la commune de Belcastel-et-Buc et se jette dans l'Aude en rive droite sur la commune de Limoux dans le département de l'Aude.
La longueur de son cours d'eau est de 12,6 km.

### Communes traversées
Le Ruisseau de Saint-Polycarpe traverse quatre communes toutes dans le département de l'Aude : Belcastel-et-Buc, Cournanel, Saint-Polycarpe et Limoux.

## Affluents
Le Ruisseau de Saint-Polycarpe a cinq tronçons affluents contributeurs référencés dont :
- le Ruisseau de la Pradelle : 2,2 km
- le Ruisseau de Piquestèle : 1,6 km
- le Ruisseau d'Arce : 3,7 km
- le Ruisseau du Prat de Namat : 3,2 km
- le Ruisseau des Tournails : 1,9 km